# Paracladura superbiens
Paracladura superbiens är en tvåvingeart som beskrevs av Alexander 1960. Paracladura superbiens ingår i släktet Paracladura och familjen vintermyggor. Inga underarter finns listade i Catalogue of Life.